# Estádio Municipal 14 de Dezembro
Estádio Municipal 14 de Dezembro – stadion piłkarski, w Toledo, Parana, Brazylia, na którym swoje mecze rozgrywa klub Toledo Colônia Work.